# Diaulomorpha chinchillae
Diaulomorpha chinchillae är en stekelart som först beskrevs av Girault 1933.  Diaulomorpha chinchillae ingår i släktet Diaulomorpha och familjen finglanssteklar. Inga underarter finns listade i Catalogue of Life.